# Florian Fronczek
Florian Fronczek (ur. 29 kwietnia 1892 w Przyszowicach, zm. 5 stycznia 1966 tamże) – żołnierz armii niemieckiej i Polskiej Organizacji Wojskowej Górnego Śląska, uczestnik trzech powstań śląskich, kawaler Orderu Virtuti Militari.

## Życiorys
Urodził się w rodzinie Roberta i Joanny z d. Kowol. Pracował jako ślusarz-mechanik. W 1912 zmobilizowany do armii niemieckiej, zwolniony w 1918. Od 1918 w szeregach POW G.Śl. 
Uczestniczył we wszystkich powstaniach śląskich. Podczas I i II powstania w służbie wywiadowczej w zakładach wagonowych w Gliwicach.  Podczas III powstania zastępca dowódcy samodzielnego oddziału szturmowego marynarzy ppor. Roberta Oszka.
Szczególnie zasłużył się jako dowódca improwizowanego samochodu pancernego „Korfanty”. Został odznaczony Orderem Virtuti Militari.
Zwolniony ze służby w 1922. Następnie pracował jako zawiadowca kolei wąskotorowej i zawiadowca parowozowni. Podczas okupacji ukrywał się w okolicach Krakowa i działał w konspiracji. Po zakończeniu wojny wrócił w rodzinne strony i pomagał uruchomić parowozownie w Gliwicach i Bytomiu. Na emeryturze od 1955. 

## Życie prywatne
Żona Anna. Mieli dwóch synów: Czesława (ur. 1930) i Kazimierza (ur. 1932).

## Ordery i odznaczenia
- Krzyż Srebrny Orderu Wojskowego Virtuti Militari nr 7819[1]
- Krzyż Niepodległości[1]
- Krzyż na Śląskiej Wstędze Waleczności i Zasługi[1]